# كأس أيرلندا الشمالية 1988–89
كأس أيرلندا الشمالية 1988–89 (بالإنجليزية: 1988–89 Irish Cup)‏ هو موسم من كأس أيرلندا. كان عدد الأندية المشاركة فيه  76، وفاز فيه نادي بيليمينا يونايتد.